# Ibrahim El-Batout
Ibrahim El Batout (àrab: إبراهيم البطوط, Ibrāhīm al-Baṭūṭ) és un cineasta egipci, resident al Caire, Egipte i nascut a Port Said el 20 de setembre de 1963.
Ha treballat com a director, productor i càmera capturant històries principalment sobre pèrdues, patiments i desplaçaments humans des de 1987. Ha dirigit nombrosos documentals per a canals de televisió internacionals, com ara ZDF, TBS i ARTE. El seu treball documental ha estat guardonat amb el Rory Peck Trust (2003), i ha rebut el premi Axel Springer a Alemanya (1994 i 2000). A més, el seu drama Ein Shams es va endur el Toro d'Or, el màxim premi del 54è Taormina Film Fest de 2008.

## Llargmetratges
- 2005: Ithaki (DOP, productor, guionista i director)
- 2008: Ein Shams (guionista i director)
- 2010: Hawi (guionista, director, productor i DP)
- 2012: El sheita elli fat

## Documentals
- 1996: Slavery in Southern Sudan (ZDF)
- 1998: The Beginning of the War in Kosovo (ZDF)
- 1999: The War in Kosovo (ZDF)
- 1999: Naguib Mahfouz: Passage du siecle (ARTE)
- 2000: A Day of an Ambulance Driver in Ramalla, Palestine (ZDF)
- 2001: Three German Women Living in Gaza (WDR Germany)
- 2001: The River that Connects Future EC Countries (ZDF)
- 2002: Pilgrimage to Mecca (ZDF)
- 2002: Drug Addiction in Kuwait (ZDF)
- 2003: Mass Graves in Iraq (ZDF)
- 2004: Baghdad (ZDF)
- 2006: 26 Seconds in Pakistan (Islamic Relief Foundation)
- 2007: I am a Refugee in Cairo (Al Jazeera International)

## Premis i honors
- 1991: Premi honorífic TBS per la cobertura de la primera Guerra del Golf
- 1994: Premi Axel Springer per Female Circumcision in Ethiopia
- 1996: ECHO per The Victim of a War that Ended
- 2000: Premi Axel Springer per A Day of an Ambulance Driver in Ramalla
- 2003: Finalista del Premi Rory Peck Sony International Impact per Mass Graves in Iraq
- 2008: Toro d'Or al Festival de Cinema de Taormina per Ein Shams
- 2008: Premi a la millor primera pel·lícula al Festival de Cinema Àrab de Rotterdam per Ein Shams
- 2008: Menció especial del jurat al Festival de Cnema de Cartago per Ein Shams
- 2010:  Premi a la millor pel·lícula àrab Festival de cinema de Doha Tribeca per Hawi
- 2011: Premi del Jurat Festival Internacional de Cinema de Rabat per Hawi
- 2011:  Premi a la millor pel·lícula del Festival Internacional de Cinema de Beirut per Hawi
- 2011: Menció honorífica al Festival de Cinema Àrab de San Francisco per a Hawi